# Allium victoris
Allium victoris — вид рослин з родини амарилісових (Amaryllidaceae); поширений у Казахстані, Узбекистані.

## Поширення
Поширений у Казахстані, Узбекистані.